# 애틀랜틱역
애틀랜틱역 (Atlantic Station)은 로스앤젤레스 군 광역철도의 금선역 중 하나이다. 이스트 로스앤젤레스의 애틀랜틱 대로와 포모나 대로의 교차로에 위치하고 있다. 애틀랜틱 역은 금선의 남동쪽 종착역이다.
이 역은 골드 라인 동부 연장선(Gold Line Eastside Extension)의 일환으로 2009년에 개장했다. 이 역의 새로운 주차 구조물은 2010년 4월 22일에 개장했으며, 284개의 유료 주차 공간이 있다.

## 역 정보

### 역 구조
| 승강장 | 금선                                        | → 이스트 LA 시빅센터 역 East LA Civic Center → APU/시트러스 칼리지행 (기점행) |
| 승강장 | 섬식 승강장, 왼쪽 또는 오른쪽 출입문이 열림 |                                                                               |
| 승강장 | 금선                                        | → 이스트 LA 시빅센터 역 East LA Civic Center → APU/시트러스 칼리지행 (기점행) |

### 열차 운행 정보

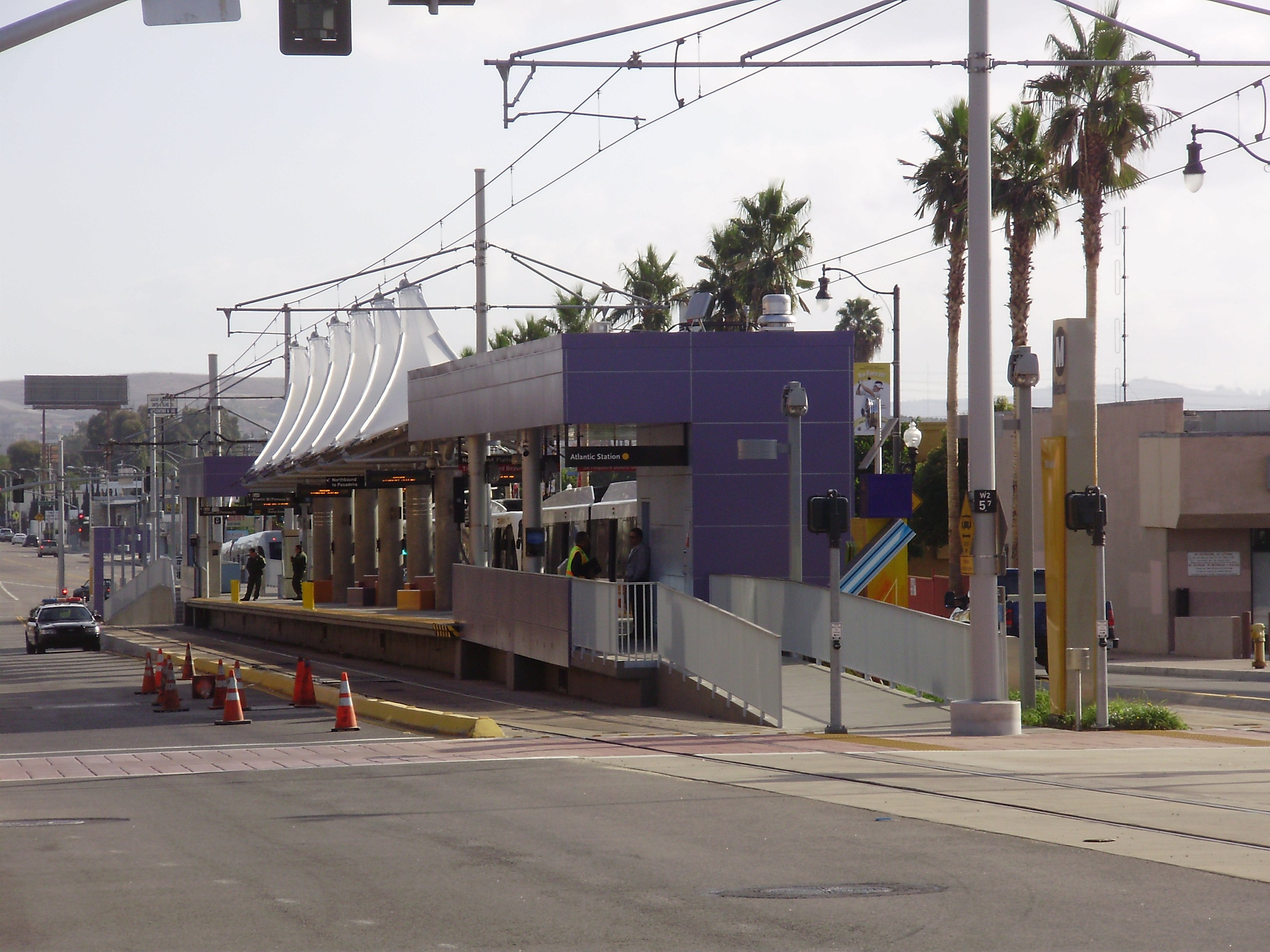
역사와 출입구

이 역에서는 일반 시간에 지하철 운행이 오전 5시부터 시작하여 오전 12시 15분까지 운행한다.

## 연결 가능한 대중교통
| 메트로 Metro Bus                    | 일반 메트로버스: 260 급행 메트로버스: 762 |
| LADOT                               | 일반: - DASH: -                           |
| 몬테빌로 트랜싯 Montebello Transit: | 10, 40, 341, 342                          |
| 기타:                               | El Sol                                    |